# Bitwa w Maluli
Bitwa w Maluli – walki w miejscowości Malula, leżącym w muhafazie Damaszek, stoczone w dniach 4–15 września 2013 między islamistami a siłami rządowymi w ramach syryjskiej wojny domowej.

## Bitwa
Malula to historyczna miejscowość zamieszkiwana przez chrześcijan, leżąca 56 km na południowy wschód od Damaszku. Walki rozpoczęły się 4 września 2013, kiedy jordański kierowca ciężarówki działający w służbie rebeliantów, wysadził pojazd w powietrze w punkcie kontrolnym na rogatkach miejscowości. Był to sygnał do rozpoczęcia ataku przez rebeliantów. Wolna Armia Syrii przejęła kontrolę nad trzema wojskowymi punktami kontrolnymi, zabijając ośmiu żołnierzy. Do końca dnia rebelianci kontrolowali kilka segmentów miasta zamieszkiwanego głównie przez chrześcijan. W walkach udział brali z Frontu Obrony Ludności Lewantu (Dżabhat an-Nusra) oraz Ahrar asz-Szam.
6 września 2013 syryjska armia wysłała posiłki do Maluli w postaci czołgów i transporterów opancerzonych z żołnierzami. Dzień później armia zaatakowała rebeliantów, jednak ci sprawnie odparli atak, zmuszając ją 8 września 2013 do odwrotu. Według mieszkańców islamiści (pochodzący m.in. z Tunezji, Libii, Maroka, Czeczenii) grabili i palii chrześcijańskie domy oraz kościoły, a także zabijali mieszkańców, którzy nie poddali konwersji na islam.
Nowy atak armia wyprowadziła 9 września 2013, który doprowadził do tego, iż islamiści i Wolna Armia Syrii ogłosiła 10 września 2013 wycofanie się z miasta by zakończyć tam rozlew krwi. Jednocześnie ostrzegła armię i prorządowe bojówki przed konsekwencjami zajmowania miejscowości. Jednak 15 września 2013 armia ponownie weszła i zajęła ostatecznie Malulę. W walkach zginęło co najmniej 19 rebeliantów i 8 żołnierzy. Ponadto islamiści przeprowadzili egzekucje na co najmniej pięciu cywilach.